# 拉瓦内拉德尔皮纳尔
拉瓦内拉德尔皮纳尔，是西班牙卡斯蒂利亚-莱昂布尔戈斯省的一个市镇。总面积33平方公里，总人口131人（2001年），人口密度4人/平方公里。